# نهاية علوية لعظم الفخذ
تتكون النهاية العلوية لعظم الفخذ (بالإنجليزية: Upper extremity of femur)‏ من:
- رأس عظم الفخذ
- عنق عظم الفخذ
- مدور كبير
- مدور صغير
- الخط بين المدورين
- العرف بين المدورين
- الحفرة المدورية
- خط مربع
- حديبة مربعة.[2]

## صور اضافية

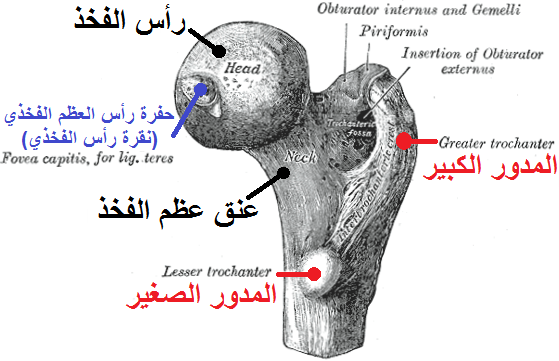
النهاية العلوية لعظم الفخذ الأيمن (عرض من الخلف ومن أعلى). يُرى في الرسم : رأس الفخذ ، عنق عظم الفخذ ، المدور الكبير و المدور الصغير.
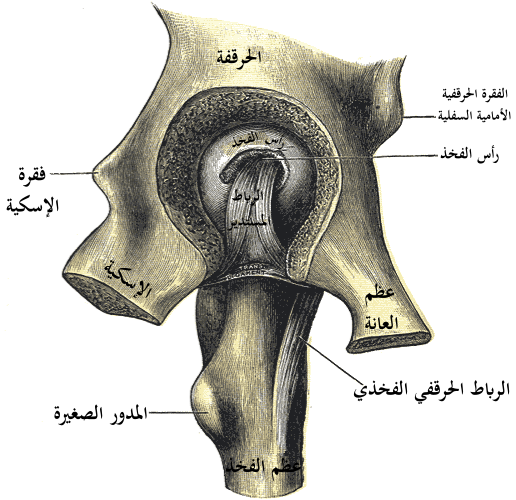
مفصل الورك الأيسر مفتوحاً بواسطة إزالة قاع الحُقّ من داخل الحوض.
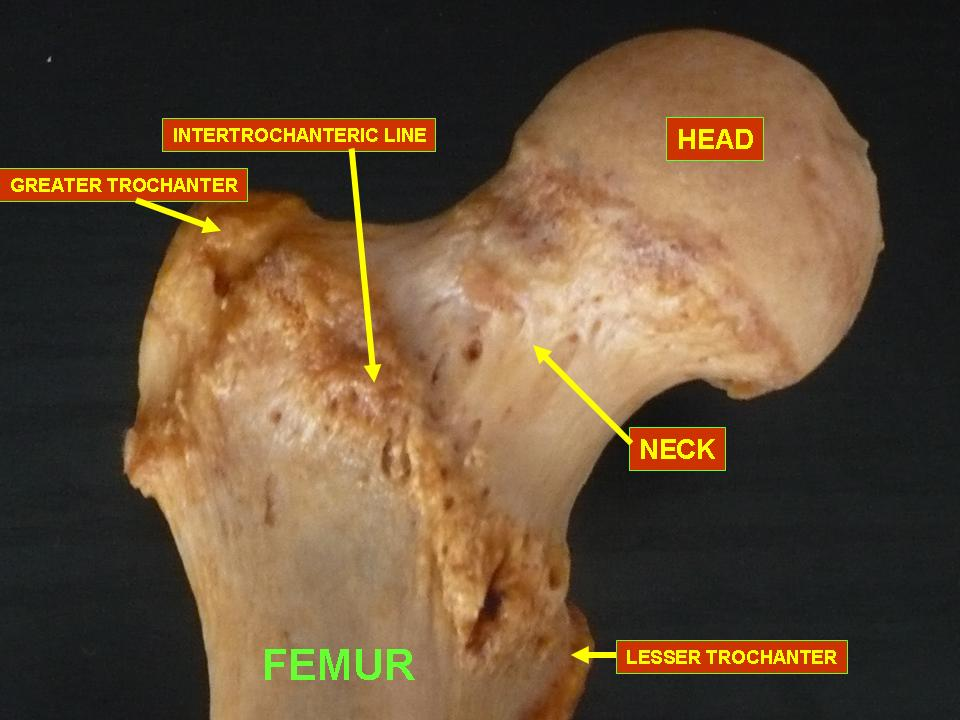
المشاشة العلوية - عرض أمامي
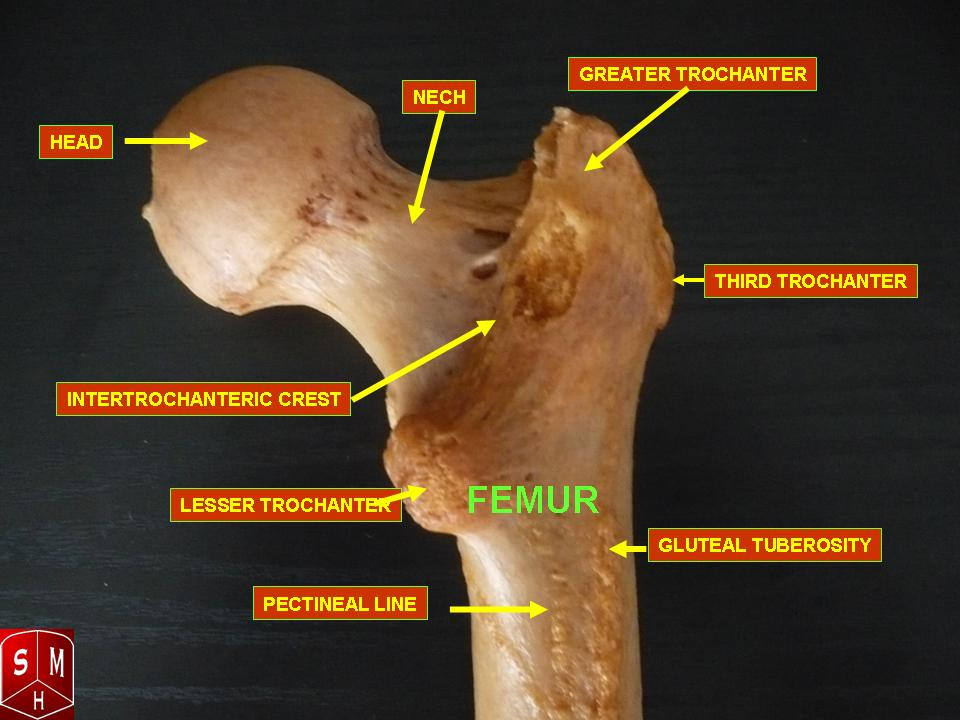
المشاشة العلوية - عرض خلفي